# حجم مخصوص (ترمودینامیک)
در علوم مربوط به ترمودینامیک حجم یک کمیت مقداری بسیار مهم می‌باشد که برای توصیف حالت یک سیستم ترمودینامیکی به کار می‌رود.حجم ویژه کمیت دیگری است که از حجم به دست می‌آید و بر خلاف حجم ،کمیتی شدتی است.حجم ویژه عبارت است از حجم یک سیستم بر جرم آن .همچنین این کمیت یک کمیت مستقل از کمیت‌هایی چون فشار و دما است و همچنین یک تابع حالت است.